# Ga Noryangjin
Ga Noryangjin (Tiếng Hàn: 노량진역, Hanja: 鷺梁津驛) là ga trung chuyển cho Tàu điện ngầm vùng thủ đô Seoul tuyến 1 và Tàu điện ngầm Seoul tuyến 9 ở Noryangjin-dong, Dongjak-gu, Seoul, Hàn Quốc. Gần ga này có chợ hải sản Noryangjin này là địa điểm nổi tiếng cho những ai thích ăn cá sống và các loại hải sản khác được kết nối thông qua một cây cầu đường bộ.

## Lịch sử
- 18 tháng 9 năm 1899 : Hoạt động kinh doanh bắt đầu với việc khai trương Tuyến Gyeongin giữa Incheon ~ Noryangjin [4][5]
- 4 tháng 7 năm 1900: Hoàn thành cầu đường sắt sông Hán[6]
- 8 tháng 7 năm 1900: Tuyến Gyeongin được mở giữa Noryangjin ~ Gyeongseong[7], chuyển đến địa điểm hiện tại.
- 27 tháng 5 năm 1960: Được thăng cấp thành ga văn phòng (cấp 5)
- 1 tháng 7 năm 1967: Việc bốc dỡ hàng hóa chấm dứt [8]
- 30 tháng 12 năm 1968: Khởi công xây dựng nhà ga mới
- 15 tháng 5 năm 1971: Hoàn thành xây dựng nhà ga mới
- 15 tháng 8 năm 1974: Dịch vụ tàu điện ngầm vùng thủ đô bắt đầu hoạt động.
- 18 tháng 9 năm 1975: Xây dựng tượng đài điểm đầu đường sắt
- 20 tháng 11 năm 1978: Ngừng bốc dỡ hàng hóa [9]
- 1 tháng 6 năm 2001: Sau khi ngừng bán vé Edmondson cho các chuyến tàu Tongil cụ thể, chúng được chuyển đổi sang các chuyến tàu Tongil được vi tính hóa.
- 1 tháng 4 năm 2004: Tàu Tongil ngừng hoạt động và chuyển đổi sang tàu Mugunghwa.
- 20 tháng 1 năm 2005: Tàu Mugunghwa đi ngang qua
- 1 tháng 5 năm 2006: Đình chỉ xử lý bưu kiện [10]
- 23 tháng 12 năm 2008: Lễ động thổ xây dựng nhà ga do tư nhân tài trợ
- 18 tháng 9 năm 2008: Tên ga Tàu điện ngầm Seoul tuyến 9 được quyết định là Ga Noryangjin
- 24 tháng 7 năm 2009: Ga tàu điện ngầm bắt đầu hoạt động với việc khai trương đoạn Gaehwa ~ Sinnonhyeon của Tàu điện ngầm Seoul tuyến 9.[11]
- 1 tháng 12 năm 2009: Loại bỏ nhà ga bán vé đường sắt
- Tháng 5 năm 2010: Thay thế thang máy nằm cạnh cửa soát vé của sân nhà số 1 bằng thang máy thẳng đứng [12]
- 5 tháng 10 năm 2011: Khởi công xây dựng lối đi trung chuyển tại Ga Noryangjin trên Tàu điện ngầm Seoul tuyến 9 [13]
- 3 tháng 5 - 6 tháng 5 năm 2014: Do việc xây dựng đường ray ở ga Yongsan nên Tốc hành Cheonan bắt đầu và kết thúc tại ga này.
- 18 tháng 10 năm 2015: Phá dỡ cầu vượt trước ga Noryangjin [14]
- 31 tháng 10 năm 2015: Khai thông lối đi trung chuyển nối Tuyến Gyyeongbu (Tuyến 1) và Tuyến 9
- 26 tháng 12 năm 2016: Vận hành cửa chắn sân ga cục bộ
- 1 tháng 5 năm 2017: Dừng tại sân ga tốc hành ITX-Cheongchun (Yongsan-Daejeon)
- 7 tháng 7 năm 2017: Dịch vụ tốc hành đặc biệt của Tuyến Gyeongin bắt đầu
- 23 tháng 3 năm 2018: Dừng dịch vụ ITX-Cheongchun trên Tuyến Gyeongbu
- 12 tháng 10 năm 2020: Lối ra 9 của Ga Noryangjin mở

## Bố trí ga

### Tuyến số 1 (1F)
| ↑ Yongsan                    |
| → \| →５ \| ４３ \| ２ \| １ |
| Daebang ↓                    |

| １    | ●Tuyến 1                                             | Tuyến Gyeongin Tốc hành                              | → Hướng đi Yeongdeungpo · Guro · Bucheon · Songnae · Bupyeong · Dongincheon → |
| １    | ●Tuyến 1                                             | Tuyến Gyeongui Tốc hành đặc biệt                     | → Hướng đi Yeongdeungpo · Guro · Bucheon · Songnae · Bupyeong · Dongincheon → |
| ２    | ●Tuyến 1                                             | Tuyến Gyeongin Tốc hành                              | ← Hướng đi Yongsan                                                            |
| ２    | ●Tuyến 1                                             | Tuyến Gyeongui Tốc hành đặc biệt                     | ← Hướng đi Yongsan                                                            |
| ３    | Sân ga không được sử dụng (Nền tảng tốc hành cũ)     | Sân ga không được sử dụng (Nền tảng tốc hành cũ)     | Sân ga không được sử dụng (Nền tảng tốc hành cũ)                              |
| ４    | ●Tuyến 1                                             | Địa phương                                           | → Hướng đi Guro · Incheon · Seodongtan · Cheonan · Sinchang →                 |
| ４    | ●Tuyến 1                                             | Tuyến Gyeongbu Tốc hành A                            | → Hướng đi Anyang · Suwon · Pyeongtaek · Cheonan · Sinchang →                 |
| ４    | ●Tuyến 1                                             | Tuyến Gyeongwon Tốc hành                             | → Hướng đi Yeongdeungpo · Guro · Bucheon · Songnae · Bupyeong · Dongincheon → |
| ５    | ●Tuyến 1                                             | Địa phương                                           | ← Hướng đi Yongsan · Đại học Kwangwoon · Uijeongbu · Yangju · Yeoncheon       |
| ５    | ●Tuyến 1                                             | Tuyến Gyeongbu Tốc hành A                            | ← Hướng đi Yongsan · Cheongnyangni                                            |
| ５    | ●Tuyến 1                                             | Tuyến Gyeongwon Tốc hành                             | ← Hướng đi Yongsan · Đại học Kwangwoon · Uijeongbu · Yangju · Dongducheon     |
| ６·７ | Sân ga không được sử dụng (Nền tảng chung trước đây) | Sân ga không được sử dụng (Nền tảng chung trước đây) | Sân ga không được sử dụng (Nền tảng chung trước đây)                          |

| Tuyến và hướng                                                          | Chuyển tuyến nhanh |
| ----------------------------------------------------------------------- | ------------------ |
| Tuyến 1 (Hướng Yeoncheon Địa phương) → Tuyến 9                          | 5-2, 8-4           |
| Tuyến 1 (Hướng Yongsan Tốc hành) → Tuyến 9                              | 5-2                |
| Tuyến 1 (Hướng Incheon·Sinchang Địa phương, Cheonan Tốc hành) → Tuyến 9 | 3-1, 6-3           |
| Tuyến 1 (Hướng Dongincheon) → Tuyến 9                                   | 6-3                |

### Tuyến số 9 (B2F)
| Saetgang (Địa phương) ↑ Yeouido (Tốc hành) ↑ |
| \| W/B                                       |
| ↓ Dongjak (Tốc hành) ↓ Nodeul (Địa phương)   |

| Hướng Tây  | ● Tuyến 9 | Địa phương · Tốc hành | ← Hướng đi Dangsan · Yeomchang · Gayang · Magongnaru · Sân bay Quốc tế Gimpo · Gaehwa                                                        |
| Hướng Đông | ● Tuyến 9 | Địa phương · Tốc hành | → Hướng đi Dongjak · Sinnonhyeon · Seonjeongneung · Liên hợp thể thao · Seokchon · Công viên Olympic · Bệnh viện cựu chiến binh Trung ương → |

| Tuyến và hướng                                                | Chuyển tuyến nhanh |
| ------------------------------------------------------------- | ------------------ |
| Tuyến 9 (Hướng Gaehwa) → Tuyến 1                              | 4-2                |
| Tuyến 9 (Hướng Bệnh viện cựu chiến binh Trung ương) → Tuyến 1 | 2-4                |

## Xung quanh nhà ga
Các địa điểm sau có thể truy cập từ lối ra của nhà ga này được liệt kê như sau
| Lối ra \| 나가는 곳 \| Exit \| 出口 | Lối ra \| 나가는 곳 \| Exit \| 出口                                                                                          |
| ----------------------------------- | --- |
| 1                                   | Chợ thuỷ sản Noryangjin |
| 2                                   | Công viên Sayuksin Noryangjin Raemian Twin Park APT                                                                          |
| 3                                   | Sở Cảnh sát Seoul Dongjak |
| 3-1                                 | Trung tâm Hỗ trợ Hạnh phúc Dongjak-gu                                                                                        |
| 4                                   | Trường tiểu học Noryangjin Bưu điện Noryangjin 1-dong                                                                        |
| 5                                   | Trung tâm Dịch vụ Cộng đồng Noryangjin 2-dong Văn phòng Quận Noryangjin Văn phòng Dongjak-gu Hội đồng Dongjak-gu             |
| 6                                   | Chi nhánh kt Dongjak CTS Christian TV Cơ quan An toàn và Sức khỏe Lao động Hàn Quốc Hyundai APT Tập đoàn Yuhan               |
| 7                                   | Dịch vụ ô tô Hyundai Chợ thuỷ sản Noryangjin                                                                                 |
| 8                                   | Công viên Sayukshin |
| 9                                   | Chợ thuỷ sản Noryangjin Sân bóng đá Noryangjin Sân bóng chày Noryangjin Tòa nhà phụ Noryangjin của Trụ sở Nhà máy nước Seoul |

## Thay đổi hành khách
| Năm | Số lượng hành khách (người)     | Số lượng hành khách (người)          | Tổng cộng | Số hành khách chuyển tuyến | Ghi chú |
| Năm | liên kết=Tàu điện Seoul tuyến 1 | liên kết=Tàu điện ngầm Seoul tuyến 9 | Tổng cộng | ↔                          | Ghi chú |
| --- | ------------------------------- | ------------------------------------ | --------- | -------------------------- | ------- |
| 1974 | 19,078                          |                                      |           |                            | [ 15 ]  |
| 1975 | 21,463                          |                                      |           |                            |         |
| 1976 | 26,626                          |                                      |           |                            |         |
| 1977 | 38,906                          |                                      |           |                            |         |
| 1978 | 55,016                          |                                      |           |                            |         |
| 1979 | 64,030                          |                                      |           |                            |         |
| 1980 | 61,312                          |                                      |           |                            |         |
| 1981 | 64,776                          |                                      |           |                            |         |
| 1982 | 73,716                          |                                      |           |                            |         |
| 1983 | 93,426                          |                                      |           |                            |         |
| 1984 | 90,888                          |                                      |           |                            |         |
| 1985 | 79,447                          |                                      |           |                            |         |
| 1986 | 69,543                          |                                      |           |                            |         |
| 1987 | 71,915                          |                                      |           |                            |         |
| 1988 | 71,928                          |                                      |           |                            |         |
| 1989 | 72,916                          |                                      |           |                            |         |
| 1990 | 77,587                          |                                      |           |                            |         |
| 1991 | 82,177                          |                                      |           |                            |         |
| 1992 | 85,807                          |                                      |           |                            |         |
| 1993 | 84,798                          |                                      |           |                            |         |
| 1994 | 79,897                          |                                      |           |                            |         |
| 1995 | 78,145                          |                                      |           |                            |         |
| 1996 | 77,491                          |                                      |           |                            |         |
| 1997 | 80,271                          |                                      |           |                            |         |
| 1998 | 78,787                          |                                      |           |                            |         |
| 1999 | 76,447                          |                                      |           |                            |         |
| 2000 | 71,351                          |                                      |           |                            |         |
| 2001 | 68,875                          |                                      |           |                            |         |
| 2002 | 74,592                          |                                      |           |                            |         |
| 2003 | 80,789                          |                                      |           |                            |         |
| 2004 | 66,596                          | [ 16 ]                               |           |                            |         |
| 2005 | 72,298                          |                                      |           |                            |         |
| 2006 | 73,622                          |                                      |           |                            |         |
| 2007 | 69,724                          |                                      |           |                            |         |
| 2008 | 65,710                          |                                      |           |                            |         |
| 2009 | 65,666                          | 31,586                               | 97,252    | [ 17 ]                     |         |
| 2010 | 74,468                          | 44,240                               | 118,708   |                            |         |
| 2011 | 76,407                          | 50,385                               | 126,792   |                            |         |
| 2012 | 77,070                          | 56,916                               | 133,986   |                            |         |
| 2013 | 77,888                          | 61,149                               | 139,037   |                            |         |
| 2014 | 80,543                          | 63,366                               | 143,909   |                            |         |
| 2015 | 78,395                          | 63,521                               | 141,916   | 49,641                     |         |
| 2016 | 55,302                          | 56,325                               | 111,627   | 64,015                     |         |
| 2017 | 52,501                          | 58,326                               | 110,827   | 71,124                     |         |
| 2018 | 48,026                          | 56,888                               | 104,914   | 73,812                     |         |
| 2019 | 47,017                          | 60,048                               | 107,065   | 81,822                     |         |
| 2020 | 31,806                          | 43,693                               | 75,499    | 60,607                     |         |
| 2021 | 30,201                          | 42,692                               | 72,893    | 63,699                     |         |
| 2022 | 32,720                          | 47,286                               | 80,006    | 73,938                     |         |
| 2023 | 34,529                          | 49,401                               | 83,930    |                            |         |
| Nguồn |                                 |                                      |           |                            |         |
| : Phòng dữ liệu thống kê vận tải đường sắt đô thị của Tổng công ty Đường sắt Hàn Quốc : Phòng dữ liệu Tàu điện ngầm Seoul tuyến 9 Lưu trữ ngày 25 tháng 9 năm 2023 tại Wayback Machine |                                 |                                      |           |                            |         |

## Hình ảnh

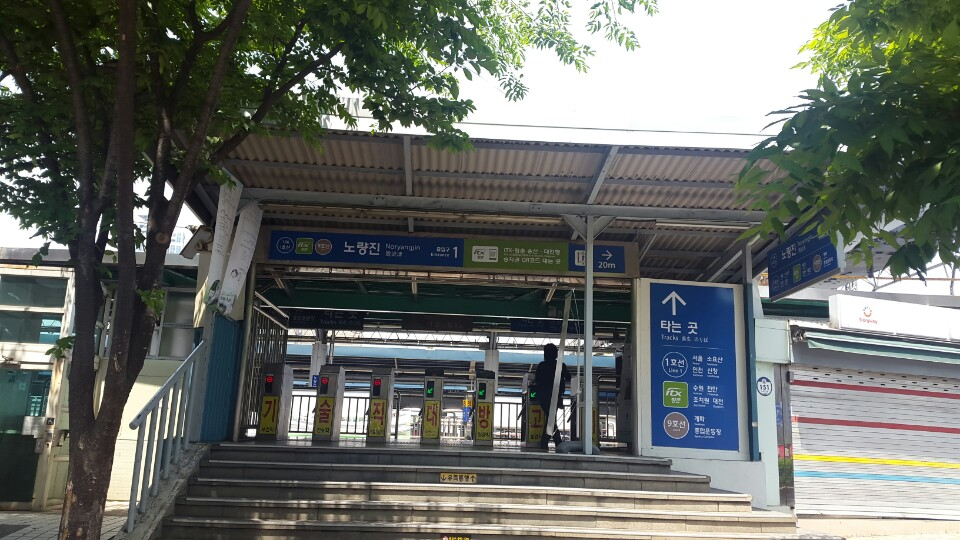
Ga Noryangjin Lối ra 1
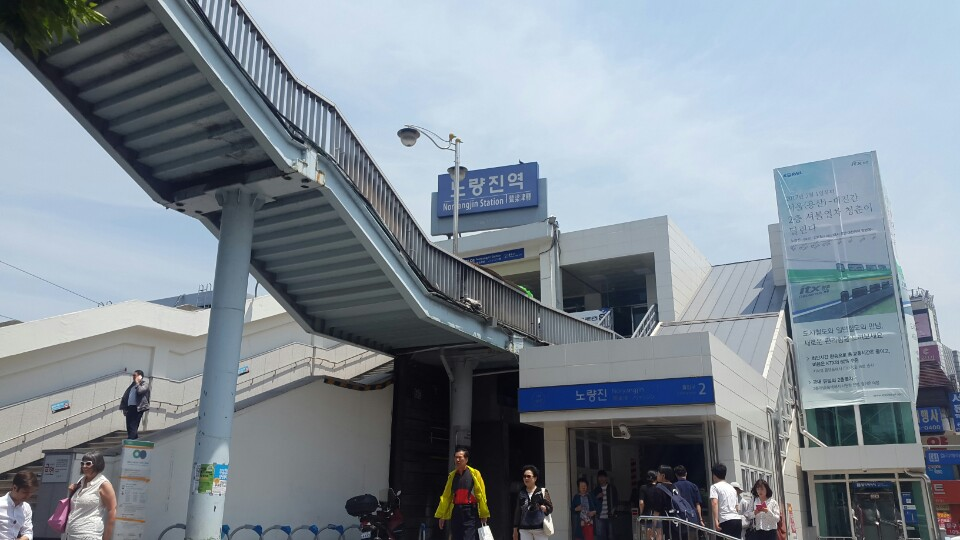
Ga Noryangjin, Lối ra 2
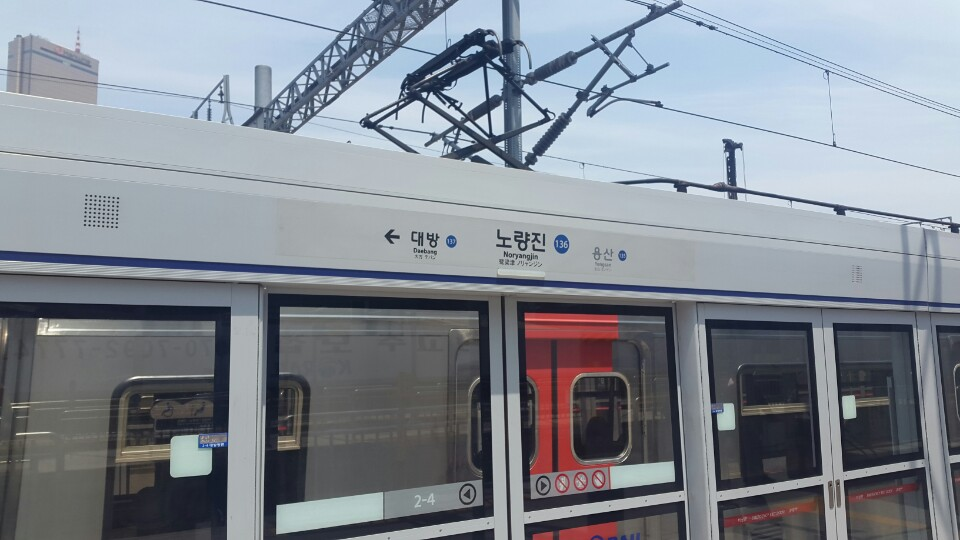
Cửa chắn dạng nửa kín ga Noryangjin
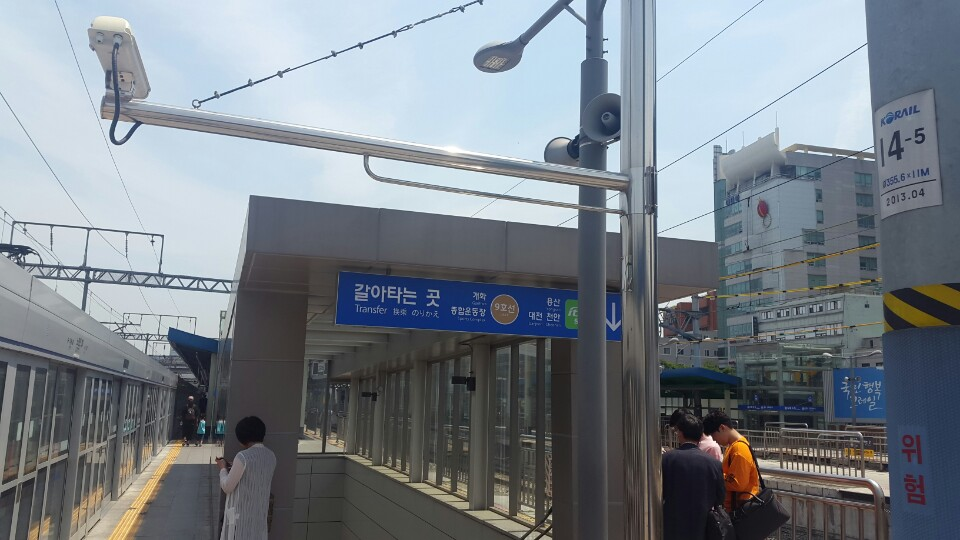
Lối đi trung chuyển ga Noryangjin (trước khi mở rộng đến Bệnh viện Cựu chiến binh Trung ương trên Tuyến 9 và trước khi bãi bỏ ITX-Cheongchun)
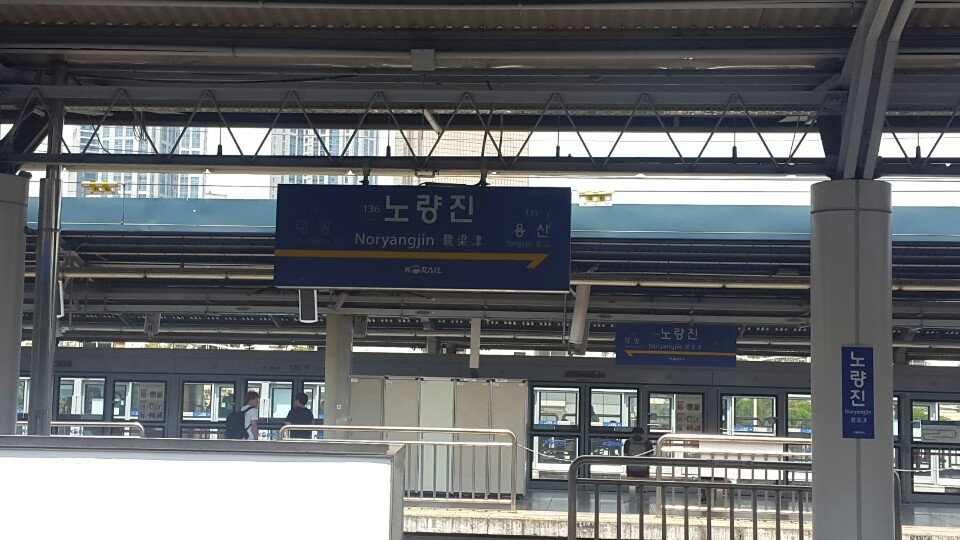
Sân ga Noryangjin (trước khi lắp đặt cửa chắn sân ga tốc hành)
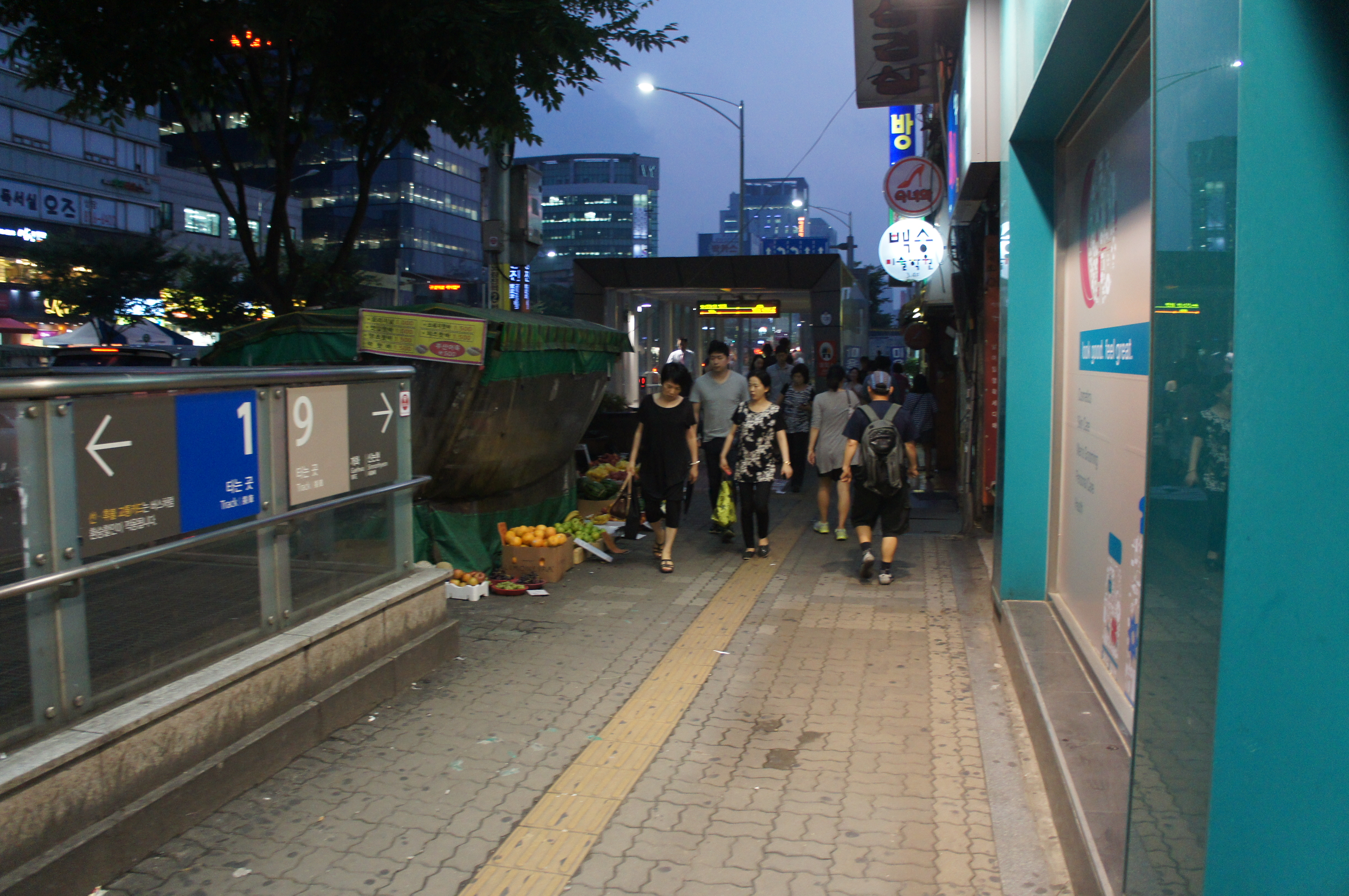
Tuyến 9 Lối ra 2
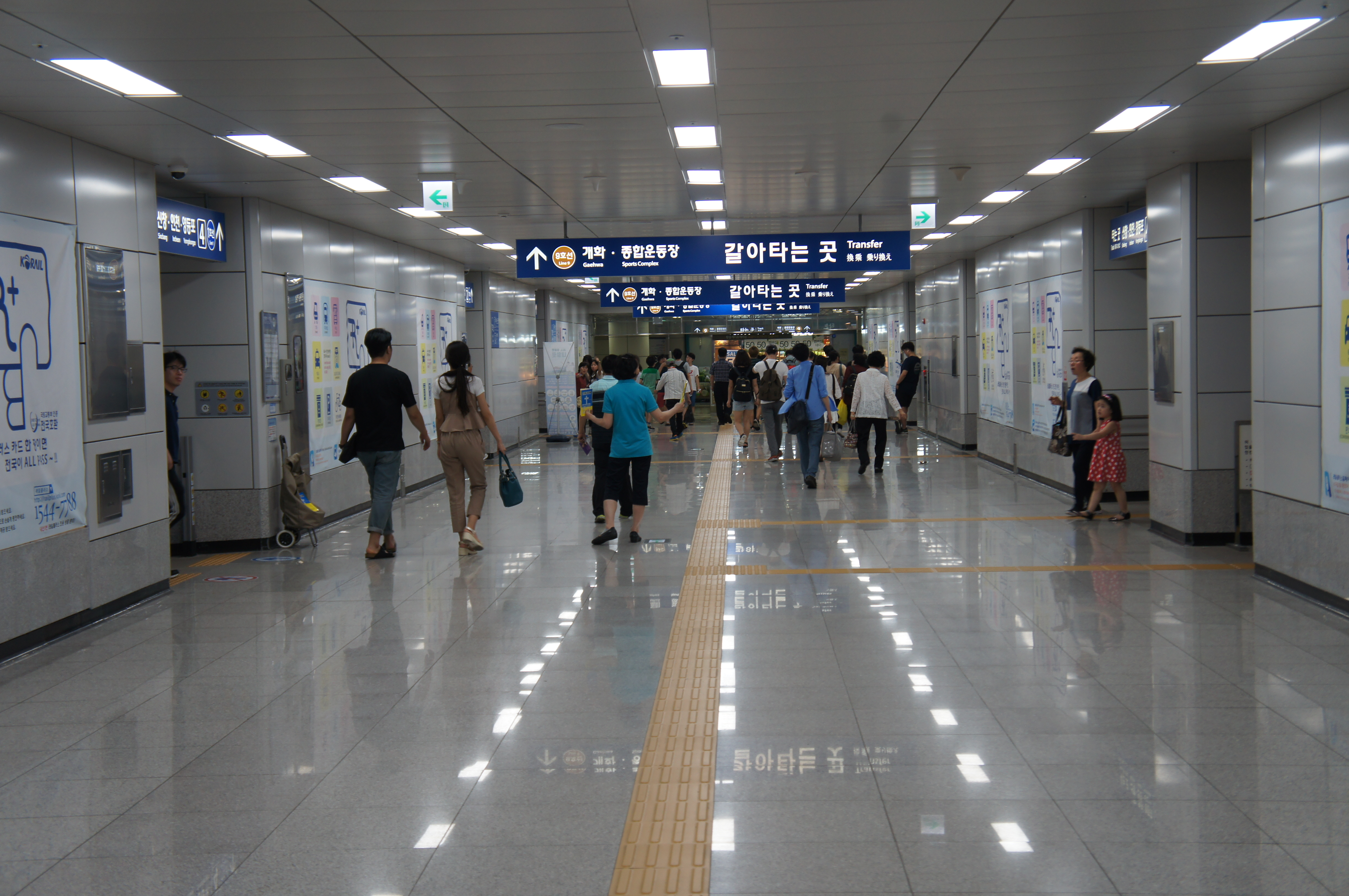
Lối đi trung chuyển chính thức tại Ga Noryangjin (trước khi khai trương phần mở rộng Bệnh viện Cựu chiến binh Trung ương trên Tuyến 9)